# Kenyentulus ohyamai
Kenyentulus ohyamai är en urinsektsart som först beskrevs av Imadaté 1965.  Kenyentulus ohyamai ingår i släktet Kenyentulus och familjen lönntrevfotingar. Inga underarter finns listade i Catalogue of Life.